# Ulrike Neradt
Ulrike Neradt (* 13. April 1951 als Ulrike Seyffardt in Eltville-Martinsthal) ist eine deutsche Sängerin, Autorin und ehemalige Fernsehmoderatorin, die 1972/73 die Deutsche Weinkönigin war.

## Leben
Neradt stammt aus dem heutigen VDP-Betrieb Diefenhardt’sches Weingut, dessen Eigentümer mittlerweile ihr Bruder Hans-Peter Seyffardt ist. Die Tochter eines Winzers wurde 1972 zur Deutschen Weinkönigin gekürt. Beruflich war sie ursprünglich MTA mit dem Schwerpunkt immuntechnische Forschungsprojekte und leitete von 1980 bis 1990 das Immunlabor Rheumaklinik in Wiesbaden.
Seit 1990 machte sie sich besonders um die Interpretation des Chansons und des literarischen Kabaretts, beispielsweise von Georg Kreisler, verdient. Mit dessen Heute Abend: Lola Blau war sie 1994 zu sehen. Sie sang Chansons von Claire Waldoff und interpretierte Kurt Tucholsky, Erich Kästner, Eugen Roth und Friedrich Hollaender.
Neradt arbeitete mit vielen bekannten Interpreten zusammen, wie z. B. Ernst Stankovski, Walter Renneisen, Ilja Richter, Hans Peter Lindner, und mit Pianisten wie Alfons Nowacki und Hans Braun. Seit 2003 trat sie regelmäßig mit dem Pianisten und Kabarettisten Frank Golischewski auf, der für sie Rollen in einigen seiner Musicals geschrieben hat.
Bekannt wurde sie als Fernsehmoderatorin des Südwestrundfunks (SWR), als sie von 1994 bis 2007 an der Seite von Johann Lafer die Sendung Fröhlicher Weinberg gestaltete, die im 3. Programm des SWR gesendet wurde. Neradt war häufig auf dem Rheingau Musik Festival präsent. Sie rezitiert Gedichte und Geschichten hessischer Mundartdichter und leitete als Mitgründerin und langjährige Vorsitzende bis 2019 den Rheingauer Mundartverein.
Außerdem ist sie Konzertmoderatorin und Autorin von Büchern und Texten in Rheingauer Mundart. Von 2006 bis 2017 spielte sie im Mainzer Unterhaus im Musical Feucht & Fröhlich.

## Werke

### Bücher
- Leo Gros (Hrsg.): En Dutt voll Micke. Verlag FloH, Geisenheim 1993, ISBN 978-3923334100.
- Wie en Spatz in de Kniddele. Jugenderinnerungen aus dem Rheingau. Leinpfad Verlag, Ingelheim 2004, ISBN 3-937782-06-0.
  - dto. als Hörbuch, ISBN 3-937782-27-3.
- Wo is die eebsch Seit? Geschichten von hibbe un dribbe. Leinpfad Verlag, Ingelheim 2005, ISBN 3-937782-26-5.
- Kinner, wie die Zeit vergeht! Un annern Geschichte. Leinpfad Verlag, Ingelheim 2008, ISBN 978-3937782720.
- Weihnachte kimmt immer so schnell. Leinpfad Verlag, Ingelheim, 2011; 3. Auflage 2015, ISBN 978-3-942291-13-2.
- Eh ich mich uffreech, is mirs lieber egal. Eigenverlag, 2014; 6. Auflage 2016.
- Gezwitschert, gegackert und druff gepiffe. Eigenverlag. 2015.
- Wär’n mer nur dehaam geblibbe. Reiseerzählungen in Mundart. Eigenverlag, 2018.
- Rückblick – Der Wein und die Königin. Erzählungen einer Deutschen Weinkönigin. Eigenverlag, 2020.

### Diskografie
- Chansonettigkeiten 1. Literarische Chansons; am Klavier Theo Blum.
- Chansonettigkeiten 2. Literarische Chansons; am Klavier Theo Blum.
- Chansonettigkeiten 3. Literarische Chansons; am Klavier Alfons Nowacki.
- Es kommt jeder dran. Friedrich Hollaender, Chansons; am Klavier Alfons Nowacki.
- Mit Charme und scharfer Zunge. Literarische Chansons aus den 20er Jahren.